# 第33装甲旅団 (ドイツ連邦陸軍)
第33装甲旅団「ツェレ」（だい33そうこうりょだん、ドイツ語：Panzerbrigade 33 "Celle"）は、ドイツ連邦陸軍の旅団の一つ。第11装甲擲弾兵師団隷下で、旅団司令部を当初エムスラントに置き、後にツェレへ移転し、旅団の部隊はツェレおよびギーフホルンに駐屯していた。1994年に解隊する。

## 歴史

### 第2次編制
1959年2月2日にリンゲンにて旅団は編成され、第11装甲擲弾兵師団の隷下となる。1960年時点での旅団編成は次のとおりであった。第332装甲擲弾兵大隊、第333戦車大隊、第334戦車大隊（1957年にファーレルで編成された第1駆逐戦車大隊、第335装甲砲兵大隊（1965年にノイシュタット・アム・リューベンベルゲへ移転）、第336補給大隊および第330装甲工兵中隊（1959年にミンデンの第1装甲工兵大隊第3中隊から移転）から成った。1962年に旅団は北大西洋条約機構の指揮系統に結合される。1968年には第330駆逐戦車中隊が再編成される。

### 第3次編制
1972年に第335補給大隊が解隊し、代わりに第330整備中隊と第330補給中隊が編成されて旅団直轄におかれた。1976年に旅団司令部と装甲偵察隊はツェレに移駐する。同じく1976年にいくつかの部隊が移動する。第332装甲擲弾兵大隊は第14郷土防衛団に、第334戦車大隊と第335装甲砲兵大隊は第3装甲旅団にそれぞれ配転する。代替措置として第2装甲擲弾兵旅団から第21装甲擲弾兵大隊が、第3装甲旅団から第33戦車大隊と第34戦車大隊、第110戦車大隊第4中隊、第9/1教育中隊および第35装甲砲兵大隊が編入される。

### 第5次編制
1984年時点での編成は以下のとおりであった。
- 旅団司令部中隊　在ツェレ、ケムブリッジ竜騎兵兵舎
- 第33旅団装甲偵察隊（教育）　在ミュンスター、ブーズラガー男爵兵舎
- 第331戦車大隊　在ツェレ（1981年に編入、大隊本部はツェレのケムブリッジ竜騎兵兵舎。各部隊はツェレ＝ショイエンのフリッチュ男爵兵舎）
- 第332装甲砲兵大隊　在ヴェセンドルフ、ハーマシュタイン兵舎
- 第333戦車大隊　在ツェレ（1981年に第52郷土防衛旅団の再編に伴い第333戦車大隊として復帰。各部隊はツェレ＝ショイエンのフリッチュ男爵兵舎）
- 第334戦車大隊　在デデルストルフ、リヒトフォーフェン兵舎（旧第35装甲砲兵大隊が1981年に改称）
- 第335装甲砲兵大隊　在デデルストルフ、リヒトフォーフェン兵舎
- 第330補給中隊　在ツェレ＝ショイエン、フリッチュ男爵兵舎
- 第330製備中隊　在ツェレ＝ショイエン、フリッチュ男爵兵舎
- 第330駆逐戦車中隊　在デデルストルフ、リヒトフォーフェン兵舎
- 第330装甲工兵中隊　在デデルストルフ、リヒトフォーフェン兵舎
- 第115野戦予備中隊　在ホーデンハーゲン、動員基地

1989年に旅団は「ツェレ」の愛称を得る。1993年9月30日に装甲旅団は解隊する。第332装甲擲弾兵大隊と第334戦車大隊（後に第334戦車教導大隊）は第9装甲教導旅団に配転される。第334戦車大隊は被現役部隊として第1装甲師団の隷下におかれる。他の残余部隊は旅団と共に解隊する。

## 歴代旅団長
| 代 | 氏名                                                                        | 着任           | 離任           |
| -- | --------------------------------------------------------------------------- | -------------- | -------------- |
| 1  | ハンス＝ゲオルク・リューダー陸軍准将 Hans-Georg Lueder                      | 1959年2月1日   | 1961年6月30日  |
| 2  | ゲルト・ニエポルト陸軍准将 Gerd Niepold                                     | 1961年7月1日   | 1964年3月31日  |
| 3  | アルフレート・ミュラー陸軍大佐 Alfred Müller                                | 1964年4月1日   | 1968年9月30日  |
| 4  | カール＝ハインツ・ヘルツベルグ陸軍准将 Karl-Heinz Herzberg                  | 1968年10月1日  | 1971年1月15日  |
| 5  | ヴェルナー・シュリューター陸軍大佐 Werner Schlüter                          | 1971年1月16日  | 1974年9月30日  |
| 6  | ハンス・スクリバ陸軍准将 Hans Scriba                                        | 1974年10月1日  | 1977年8月17日  |
| 7  | ゲオルク・ヨーゼフ・フォン・レシュフェルト陸軍大佐 Georg Josef von Raesfeld | 1977年8月18日  | 1983年3月16日  |
| 8  | アーノルド・シャールコヴスキ陸軍准将 Arnold Scharkowski                     | 1983年3月17日  | 1987年3月26日  |
| 9  | フーベルト・ゴーシュ陸軍大佐 Hubert Gosch                                   | 1987年3月27日  | 1988年12月20日 |
| 10 | ユルゲン・モルゼン陸軍准将 Jürgen Molsen                                    | 1988年12月21日 | 1993年9月30日  |